# Heteropteryx dilatata
Heteropteryx dilatata (PSG: 18) is een insect uit de orde Phasmatodea (wandelende takken). Ze worden soms ook wel junglenimf of woudnimf genoemd. Het vrouwtje kan een gewicht van 65 gram bereiken en is een van de zwaarste insecten ter wereld.

## Kenmerken
Heteropteryx dilatata is een breedgebouwde wandelende tak met scherpe stekels op de poten en het bovenlijf. Het groenbruine mannetje camoufleert zich als een stuk boomschors. Hij heeft lichtbruine banden op zijn voorvleugels en rode achtervleugels met een zwarte tekening. De lichaamslengte van een volwassen mannetje bedraagt ongeveer 9 centimeter en het gewicht varieert tussen de 5 en 15 gram.
Het vrouwtje is aanzienlijk forser gebouwd en valt dankzij haar groen tot groengele kleur nauwelijks op tussen de bladeren. Zij wordt ongeveer 15 centimeter lang en weegt dan tussen de 45 en 65 gram. Hiermee is Heteropteryx dilatata na de goliathkever (Goliathus goliathus) de zwaarste bekende insectensoort ter wereld. Haar vleugels bedekken een derde van haar achterlijf. Gynandromorfisme komt bij deze soort veel voor, wat wil zeggen dat een vrouwtje uiterlijk sterk op een mannetje lijkt. Dit gebeurt vaak in terraria waarin ook een dominant vrouwtje wordt gehouden.

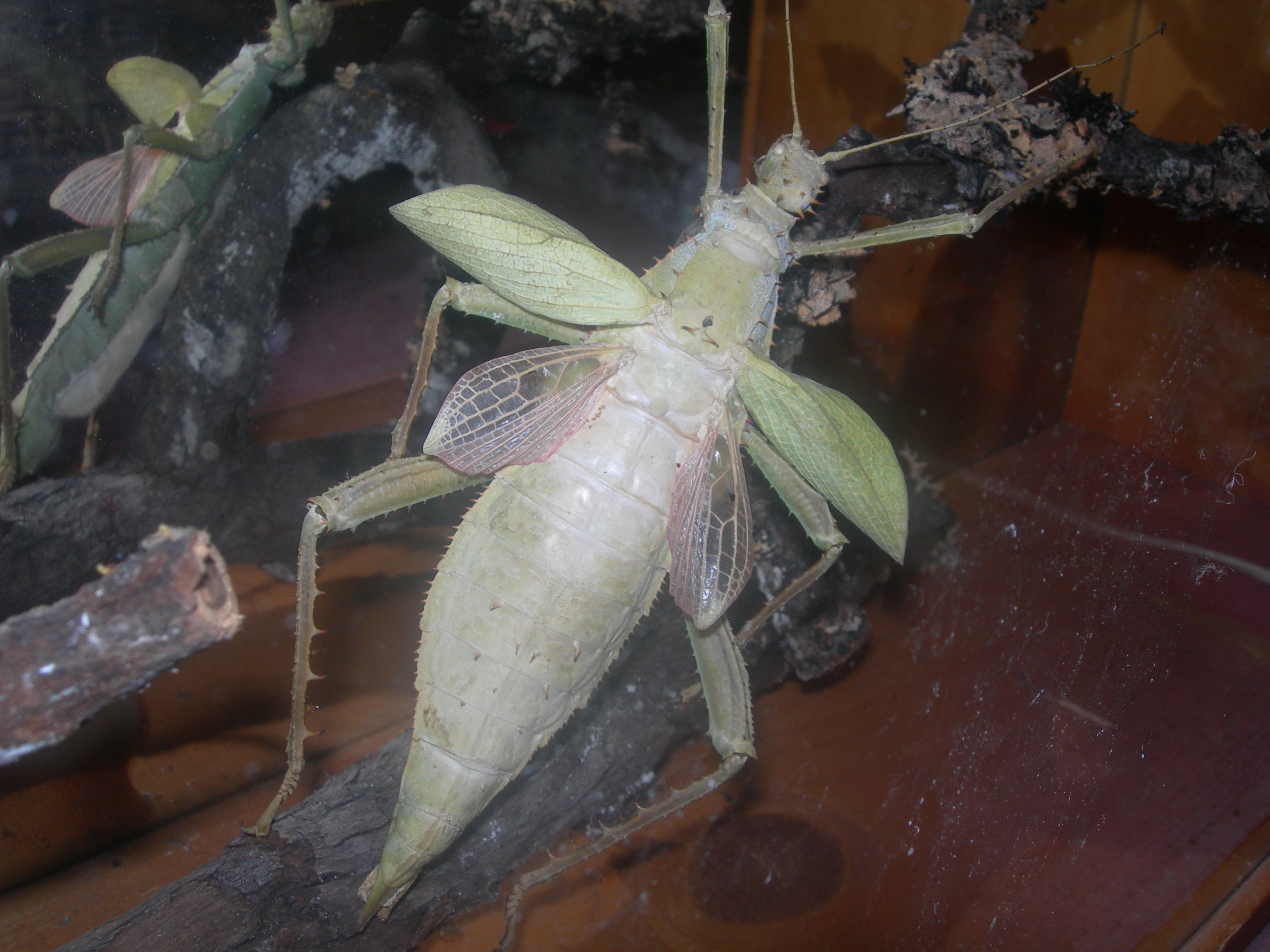
Stridulerend vrouwtje
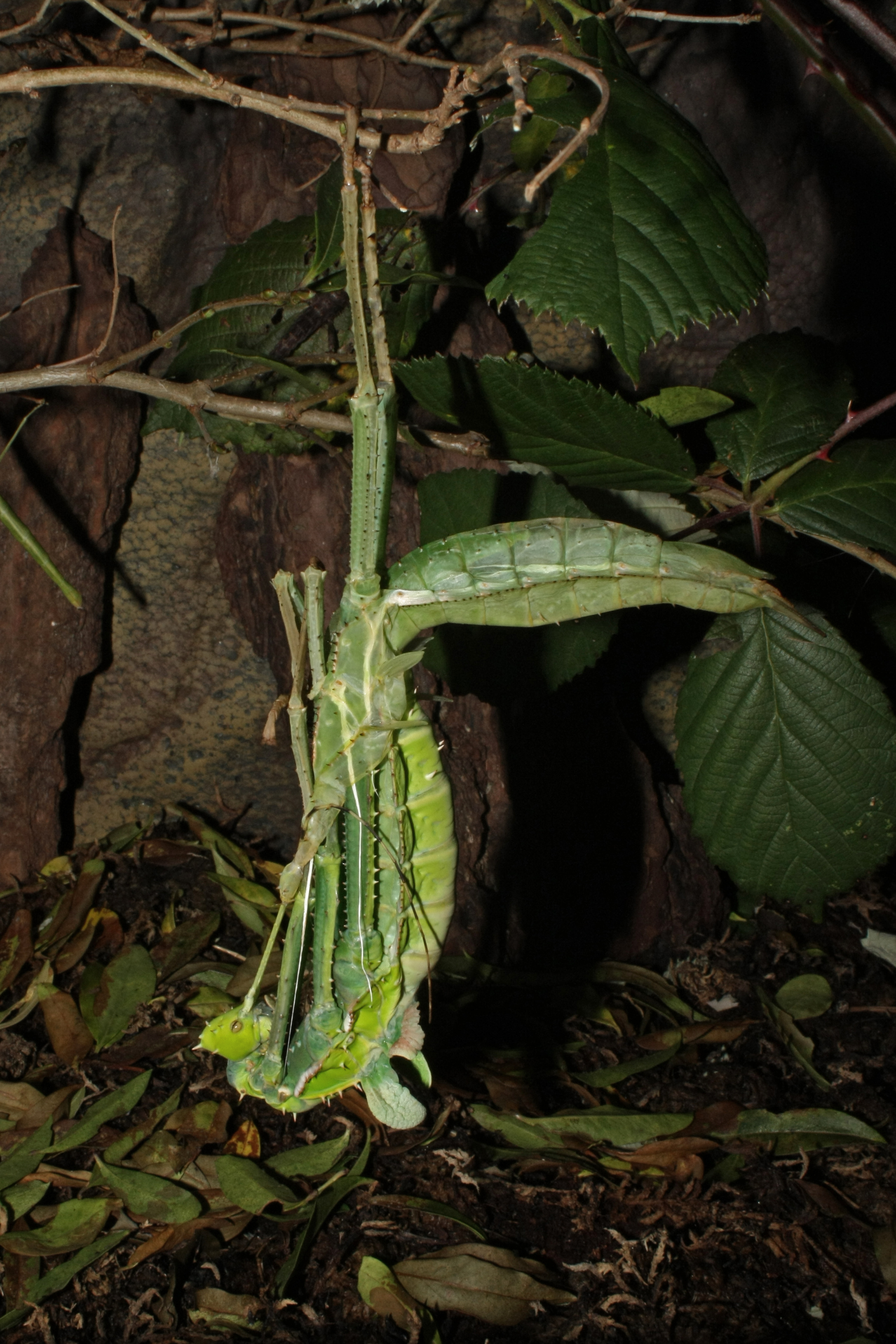
Vervelling van een vrouwtje
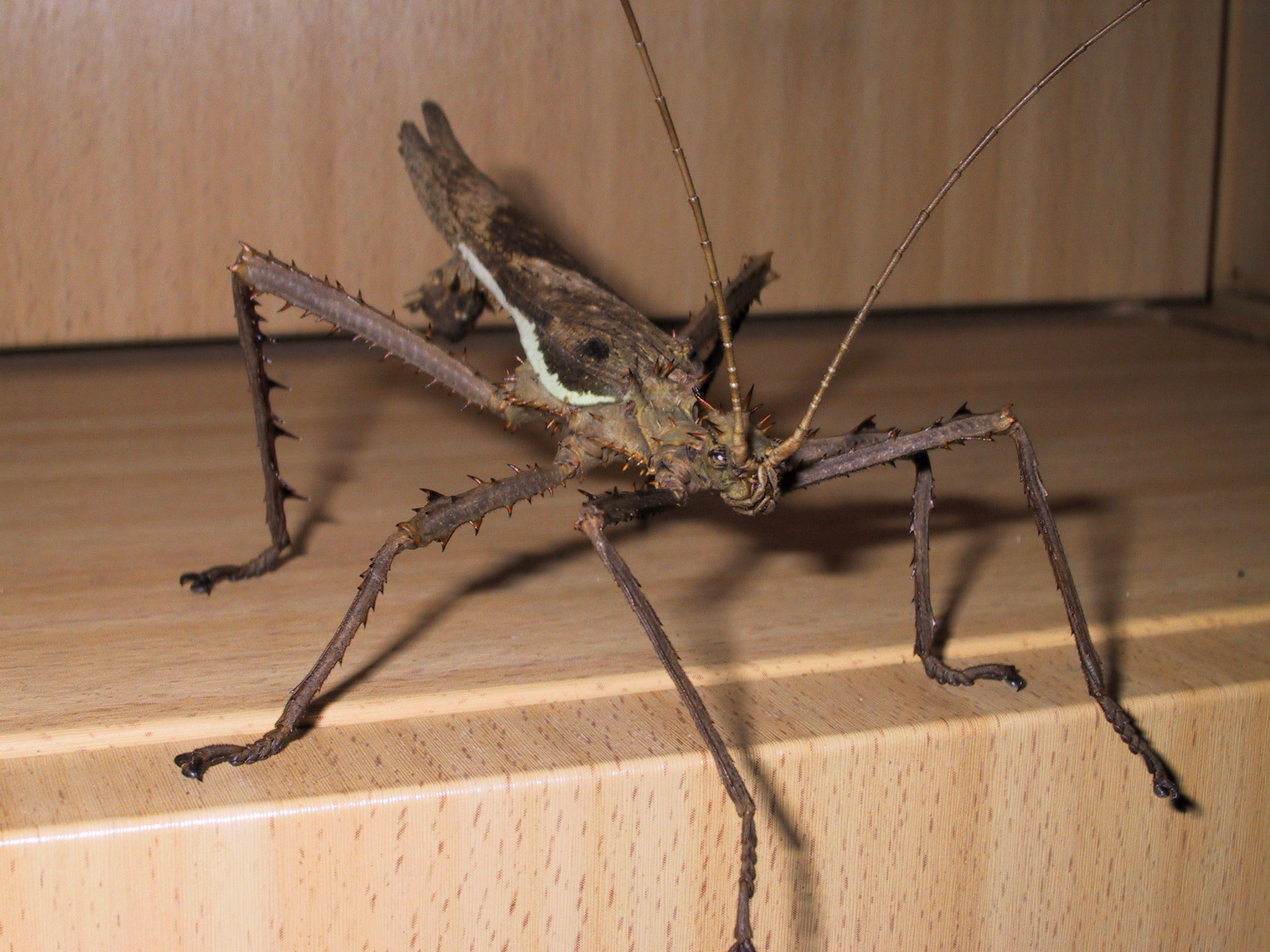
Volwassen mannetje
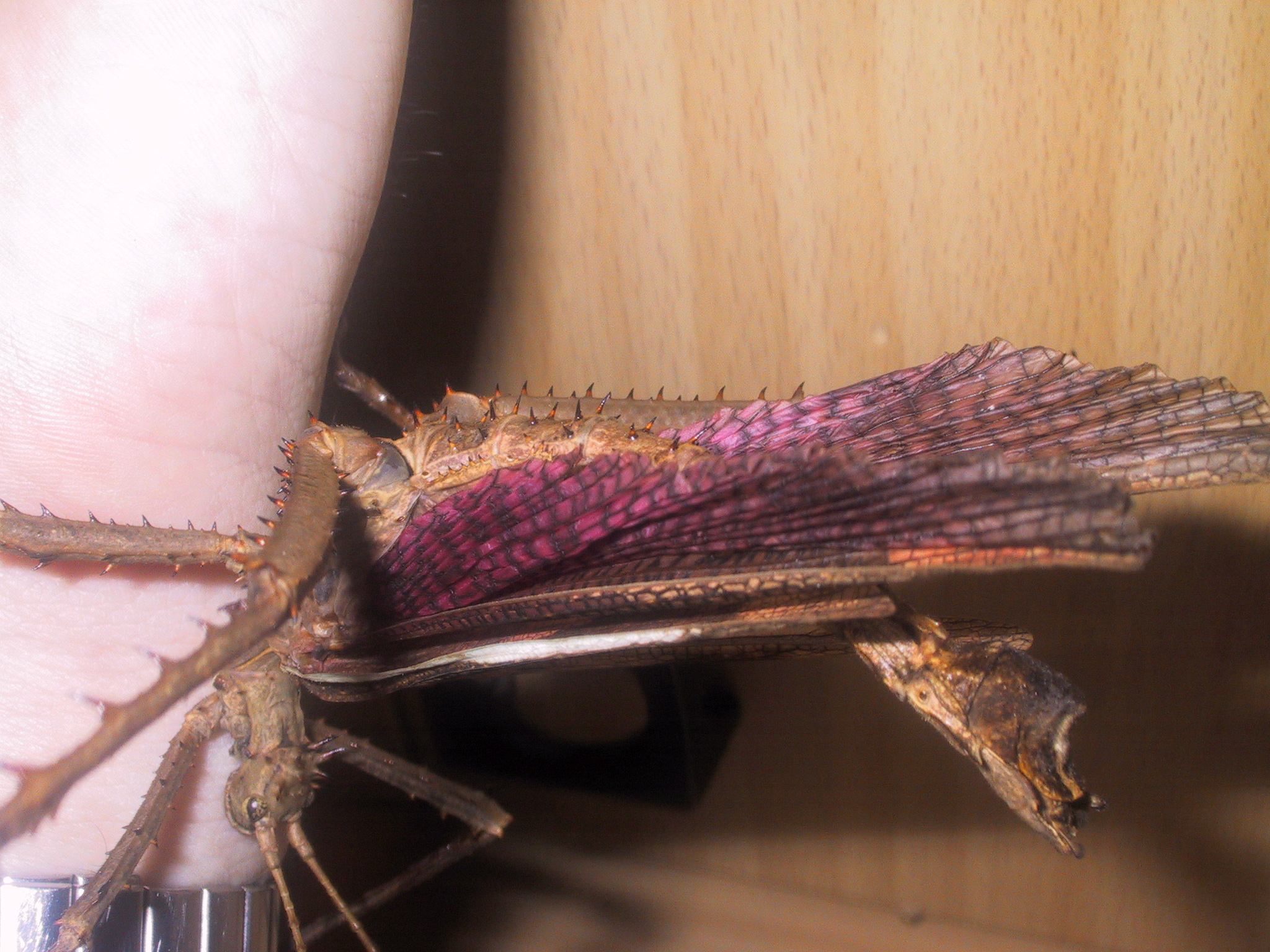
Bedreigd mannetje met opengesperde vleugels

Wanneer Heteropteryx dilatata wordt bedreigd, houden beide geslachten de achterpoten gespreid de lucht in. Het vrouwtje striduleert hard met haar vleugels en het mannetje spreidt zijn rode achtervleugels open. Wanneer een belager de achterpoten te dicht nadert worden deze snel dichtgeslagen.

## Voortplanting en ontwikkeling
Heteropteryx dilatata plant zich geslachtelijk voort. Vrouwtjes hebben een legboor waarmee ze de eitjes tot vier centimeter diep in de grond steken. Dit ei kan 13 millimeter groot worden en is naar men aanneemt het grootste insectenei ter wereld. Meestal komen na elf tot twaalf maanden de twee centimeter grote Nimfen uit, maar soms pas na ruim drie jaar. Na tien tot veertien maanden zijn de dieren volwassen.

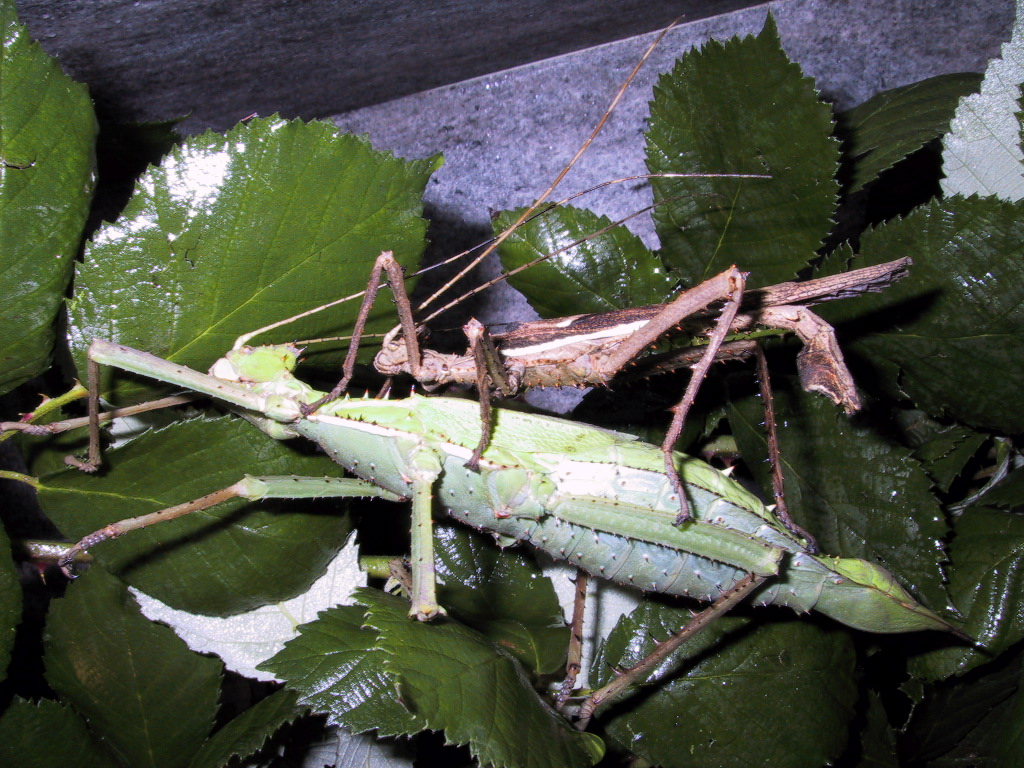
Een mannetje beklimt een vrouwtje voor de Paring
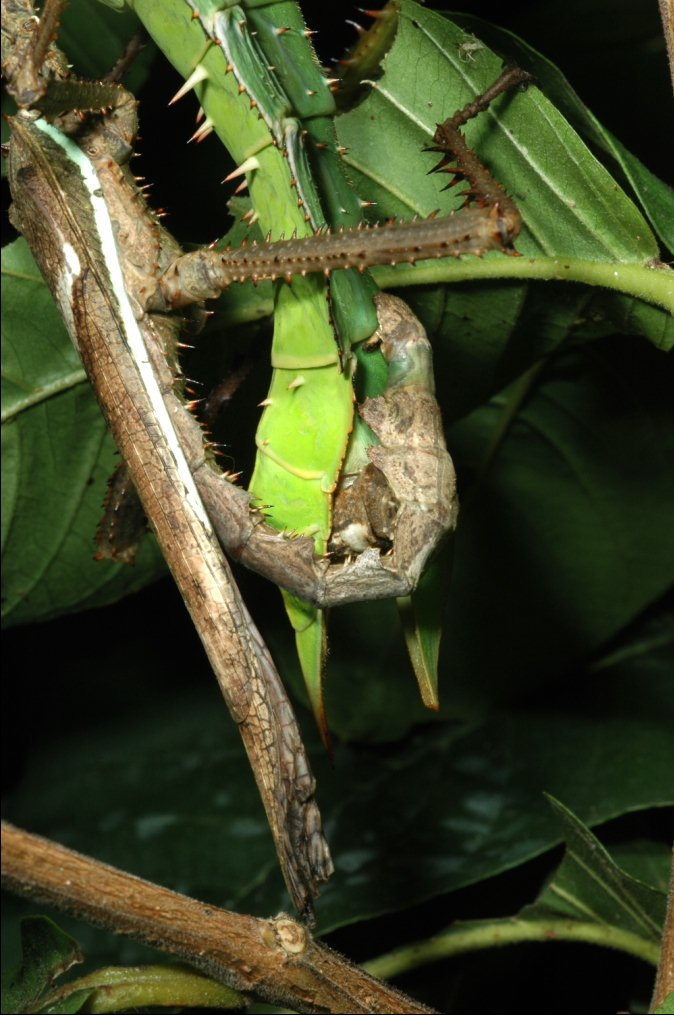
Paring
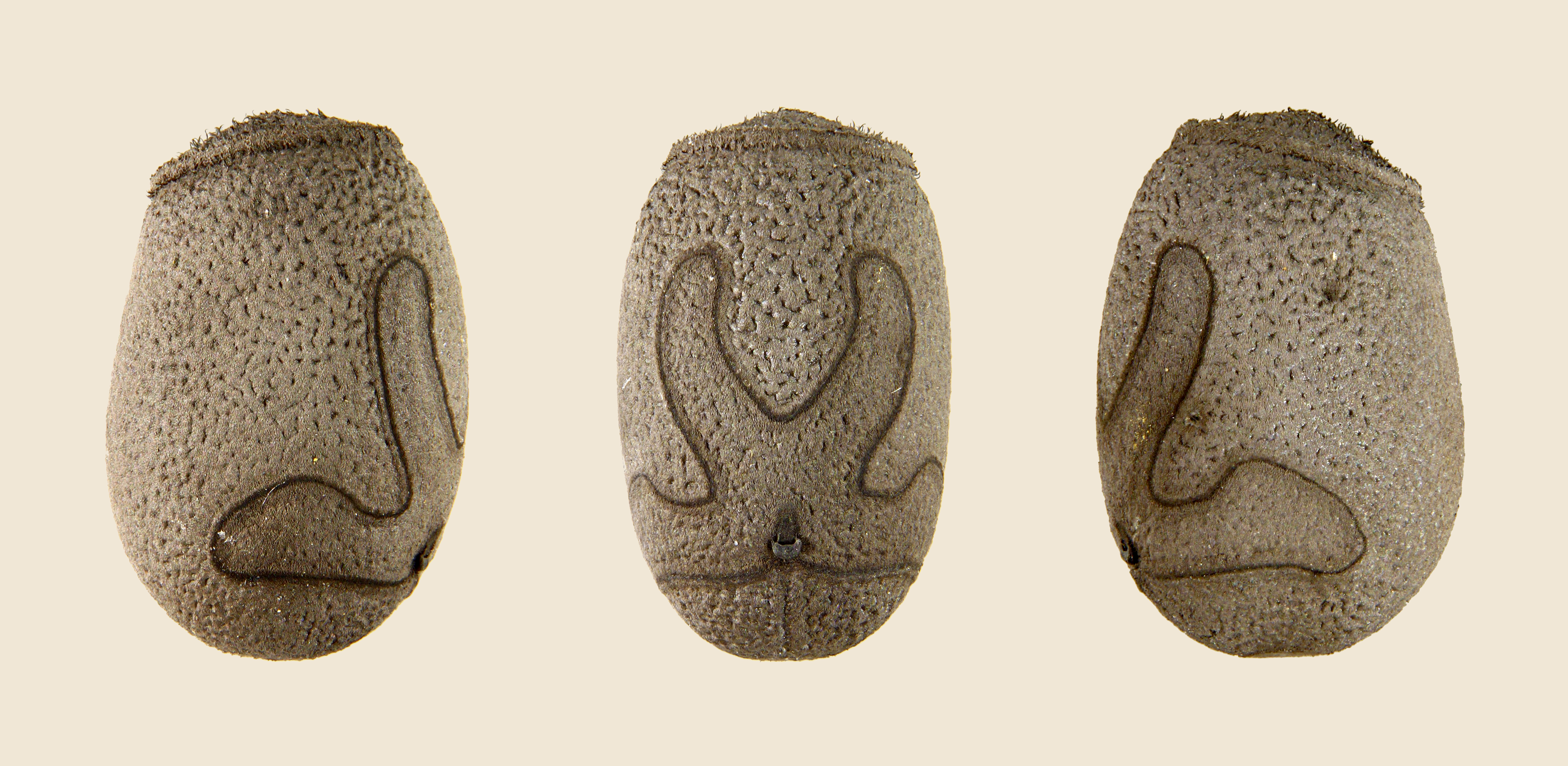
Eitjes
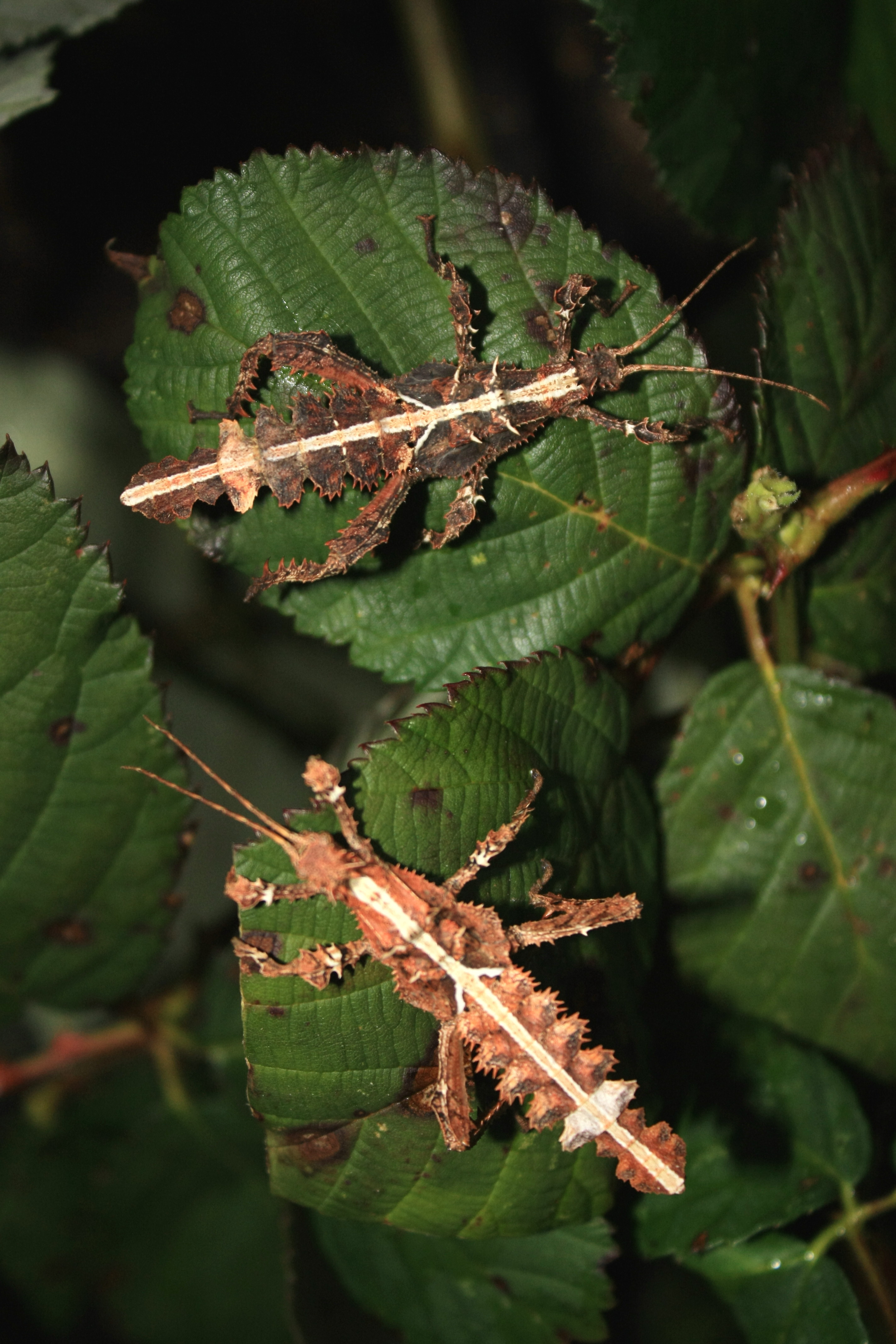
Mannelijke Nimfen
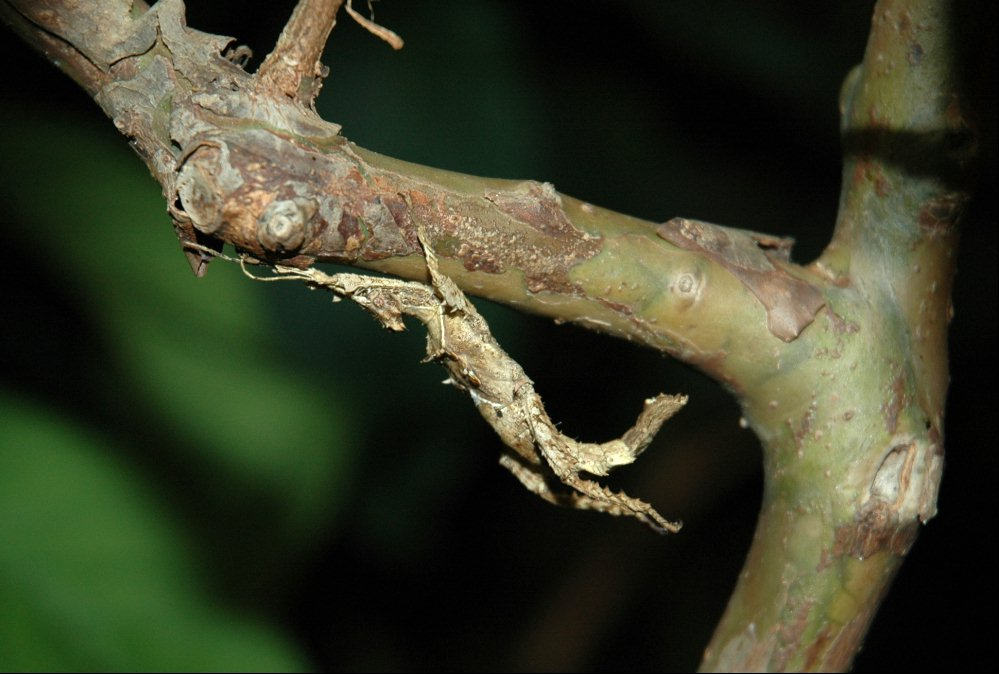
Halfwas exemplaar

## Verspreiding en habitat

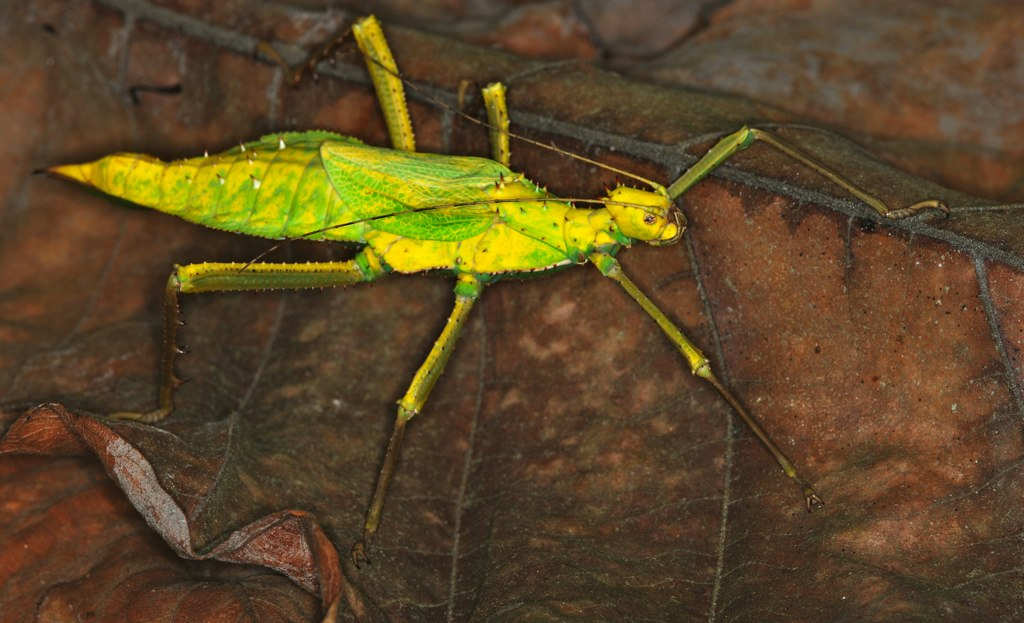
Heteropteryx dilatata in zijn natuurlijke habitat in Maleisië

Heteropteryx dilatata leeft in bomen en struiken in het westen van Maleisië.

## In terraria
Heteropteryx dilatata heeft een hoog terrarium nodig (minstens 50 centimeter) met een hoge relatieve luchtvochtigheid. Ze drinken van druppels water die op de planten worden gesproeid en eten onder andere fruit en de bladeren van klimop, braam, laurier, meidoorn, eik, beuk en hazelaar.